# Dialeurodes mirabilis
Dialeurodes mirabilis là một loài côn trùng cánh nửa trong họ Aleyrodidae, phân họ Aleyrodinae.
Dialeurodes mirabilis được Takahashi miêu tả khoa học đầu tiên năm 1942.